# 大倉治一
大倉 治一（おおくら じいち、1899年（明治32年）1月10日 - 1992年（平成4年）4月5日）は、日本の実業家。月桂冠株式会社元代表取締役会長。12代目当主。

## 来歴
1899年（明治32年）1月、京都府京都市伏見区で大倉恒吉の長男として生まれる。1923年（大正12年）、東京商科大学（現・一橋大学）を卒業と同時に第一銀行（現・みずほフィナンシャルグループ）に入行。その後、月桂冠株式会社の前身である大倉恒吉商店に入社し、大倉恒吉商店、共同酒造株式会社各常務、東京菱油商会、江田醸造研究所株式会社各監査を歴任後、1945年（昭和20年）に大倉酒造（現・月桂冠）株式会社代表取締役社長（のち会長）に就任した。

## 人物
冷却装置などの導入により、酒造りの機械化を可能にしたことで、1年中酒造りができる「四季醸造」を可能にした。
趣味は運動。宗教は浄土宗。

## 家族・親族
- 父・恒吉（1874年 - 1950年）[4]

　大倉恒吉商店株式会社社長。
- 妻・喜子（1907年 - 2008年）[6]

　奈良、堀内吉郎の長女。樟蔭高等女学校卒。
- 弟・弘
- 長男・敬一
- 孫・治彦
- 孫・崇裕